# لانارد كوبلاند
لانارد كوبلاند (بالإنجليزية: Lanard Copeland)‏ مواليد 26 يوليو 1965، هو لاعب كرة سلة أسترالي سابق بدأ مسيرته الاحترافية في سنة 1989. يبلغ طوله 6 قدم 6 بوصة (2.0 م).

## فرق لعب لها
- فيلادلفيا سفنتي سيكسرز
- لوس أنجلوس كليبرز

## روابط خارجية
- لانارد كوبلاند على موقع إن بي أي (الإنجليزية)
- لانارد كوبلاند على موقع سبورتس رفرنس (الإنجليزية)
- لانارد كوبلاند على موقع كرة السلة الأوروبية.كوم (الإنجليزية)
- لانارد كوبلاند على موقع كلية كرة السلة في سبورتس رفرنس.كوم (الإنجليزية)
- لانارد كوبلاند على موقع ريلجم (الإنجليزية)
- لانارد كوبلاند على موقع بروبوليرز (الإنجليزية)